# Thor Björgólfsson
Björgólfur Thor Björgólfsson (nacido el 19 de marzo de 1967), más conocido como Thor Björgólfsson, y coloquialmente llamado en Islandia como Bjöggi, es un empresario y emprendedor islandés, y expresidente de Straumur-Burðarás y presidente de Novator Partners. Björgólfsson ha invertido en una serie de empresas, incluida Play, una empresa de telecomunicaciones polaca, Rebag, fabricante del mercado de bolsos de lujo, WOM empresas de telecomunicaciones en Chile y Colombia, así como Zwift, una plataforma de entrenamiento de ciclismo en línea. Otras empresas en las que Björgólfsson y Novator Partners han invertido son Xantis Pharma, Klang y Lockwood Publishing.
Björgólfsson  fue el primer islandés en unirse a la lista de la revista Forbes de las personas más ricas del mundo en 2005. también ha sido declarado como «el primer multimillonario de Islandia», y fue ubicado en el puesto número 249 de las personas más ricas del mundo 249 del índice Forbes en 2007, en comparación con el lugar 350 del año anterior, con un patrimonio neto de 3500 millones de dólares.
Sin embargo, debido a la crisis financiera de 2007–2010, Björgólfsson perdió cerca de toda su fortuna y se enfrentó a la bancarrota personal, con una deuda de más de 1000 millones de dólares. Luego llegó a un acuerdo complejo con sus acreedores para pagar sus deudas, mientras conservaba sus inversiones clave. Thor Björgólfsson publicó una autobiografía en 2014 sobre esta terrible experiencia para él.

## Primeros años y carrera
Thor Björgólfsson es heredero de un largo legado familiar en los negocios y la política islandeses. Su bisabuelo fue el legendario empresario islandés nacido en Dinamarca Thor Jensen, quien ayudó a introducir el capitalismo industrial en el país en los primeros años del siglo XX. El octavo de los once hijos de Thor Jensen fue Margrét Þorbjörg Thors Hallgrímsson, cuya hija Þóra Hallgrímsson tuvo a Thor Björgólfsson como su único hijo de su tercer marido, Björgólfur Guðmundsson .
Thor Björgólfsson creció en Vesturbær, un suburbio de Reikiavik. La jugadora de bádminton Ármann Þorvaldsson ha hablado de Björgólfsson así:
«Su rara confianza en sí mismo lo hizo destacar. Era inmensamente fuerte, físicamente, y pesaba más de 450 libras en el pupitre. Fue emprendedor desde muy temprano, y a los 11 años repartía periódicos en las primeras horas de la mañana. Un año después, era repartidor en la Universidad de Islandia y, a los 13 años, dirigía su propio servicio de entrega de videos a domicilio. Mientras aún estaba en la escuela secundaria, dirigía un club nocturno en Reykjavík y organizó el primer festival de la cerveza Oktoberfest en Islandia. Después de la secundaria, estudió negocios en Nueva York. Con fluidez en varios idiomas y con una habilidad inusual para integrarse y destacarse, encarnó el internacionalismo de Islandia».
Se graduó del prestigioso Colegio Comercial de Islandia en 1987, siguió los pasos de algunos de sus hermanos y se mudó a EE. UU., En un movimiento que ha descrito como un intento de escapar de una Islandia donde se sentía un extraño. Comenzó su educación superior en la Universidad de California en San Diego, y luego se transfirió a la Escuela de Negocios Stern de la Universidad de Nueva York, graduándose con una licenciatura en marketing en 1991.
Mientras estudiaba, Thor Björgólfsson realizó una variedad de trabajos durante las vacaciones, incluyendo la realización de eventos en los dos clubes más grandes de Reykjavík: Tunglið y Skuggabarinn. Como resultado, en 1991 conoció a Kristín Ólafsdóttir, hoy cineasta, con quien se casó en 2010. La pareja tiene tres hijos, Daniel (nacido en 2005), Lorenz (nacido en 2009) y Bentina (nacida en 2011). Actualmente la familia vive la mayor parte del tiempo en Londres.
En 1991, Thor Björgólfsson fue a Rusia junto con su padre y un amigo, Magnús Þorsteinsson. Los empresarios islandeses, junto con socios rusos, fundaron la embotelladora Baltic Bottling Plant, que vendieron a Pepsi. A continuación, fundaron una empresa cervecera, originalmente llamada «ООО Торговый дом РОСА» que finalmente se registró como Bravo International JSC en diciembre de 1997. Seis empresas registradas en Limasol, Chipre, fueron responsables de establecer Bravo y Thor Björgólfsson fue presidente de todas ellas. Bravo Brewery se convirtió en la fábrica de cerveza de más rápido crecimiento en Rusia en ese momento, principalmente a través de la producción de la cerveza premium Botchkarov. Heineken compró la fábrica de cerveza por 325 millones de dólares en 2002.
En 2000, Rusia abrió un consulado honorífico de Islandia en San Petersburgo, para el cual Thor Björgólfsson fue nombrado cónsul y Magnús Þorsteinsson fue nombrado vicecónsul honorario. La ceremonia de apertura se llevó a cabo el 10 de marzo de 2000. Thor Björgólfsson renunció a la posición el 16 de mayo de 2006. En su libro, Billions to Bust and Back (en español: miles de millones para despilfarrar y volver a casa), Thor Björgólfsson narra la época en que trabajó en San Petersburgo, detallando con lujo de detalle, cómo elementos criminales intentaron intimidarlo para que les diera acceso a su negocio, y explicando qué medidas de seguridad debió tomar para evitar que lo lograran.

## Empresas en Islandia
Después de dejar Rusia, Thor Björgólfsson comenzó a invertir en varias empresas islandesas en 2002. Para 2006 ya era una celebridad gracias a su éxito empresarial, con un perfil de ocho páginas publicado en el suplemento dominical del periódico islandés Morgunblaðið acerca de su vida.
Novator Partners
Novator Partners, que fue fundada y administrada por Thor Björgólfsson, es una firma de capital privado con sede en Londres y oficinas en Luxemburgo.
Prefiriendo ocupar un puesto en el directorio de las empresas de su cartera, la firma tiende a invertir en empresas de los sectores de telecomunicaciones, productos farmacéuticos genéricos, tecnología de la información, recursos naturales y servicios financieros.
Landsbanki
A finales de 2002, la sociedad holding Samson EHF de Thor Björgólfsson y Björgólfur Guðmundsson. alcanzó una participación de control del 45% de Landsbanki, el segundo banco más grande de Islandia, por alrededor de 12 millones de coronas islandesas en una controvertida privatización. La junta se nombró en febrero de 2003, y la presidencia fue para el padre de Thor Björgólfsson.
Straumur Investment Bank
Thor Björgólfsson fue el propietario principal y el presidente del banco islandés Straumur Investment Bank.

### Crisis financiera
Dos de las empresas de Thor Björgólfsson, Landsbanki y Straumur, quebraron tras la crisis financiera islandesa de 2008-11, por lo que el gobierno de Islandia decidió asumir las obligaciones de los bancos. Fue muy criticado por sus acciones que llevaron a la crisis. Sin embargo, ha afirmado que instó al gobierno de Islandia a no hacerse cargo del banco y que hizo todo lo posible para evitar que los islandeses y el estado de Islandia tuvieran que asumir la responsabilidad. También ha afirmado que como gran accionista de un banco, no tenía tanta influencia como muchos creerían y que era trabajo de la administración y del directorio del banco formular buenas políticas. Dijo que no era miembro de la junta ni director gerente del banco, y que el gobierno de Islandia ignoró completamente sus sugerencias y recomendaciones.

Dos días después de la publicación del informe del gobierno islandés sobre la crisis financiera, el 12 de abril de 2010 Björgólfur Thor Björgólfsson emitió una disculpa pública en el periódico islandés Fréttablaðið por su papel en la crisis:
«Yo, Thor Björgólfsson, el abajo firmante, solicito el perdón de todos los islandeses por mi papel en la burbuja de activos y deudas que llevó al colapso del sistema bancario islandés. Les pido perdón por mi complacencia ante las señales de peligro que se presentaron. Pido perdón por no haber logrado seguir mis instintos cuando me di cuenta del peligro. Te pido perdón».

### Negocios después de la crisis
Aunque la fortuna de Thor Björgólfsson se redujo por la crisis financiera, lo que lo llevó a cancelar la construcción de un yate de lujo de 142 millones de dólares, continuó prosperando. También ha defendido su reputación, cuestionando las críticas gubernamentales y periodísticas acerca de su papel en la crisis financiera de 2008, lo cual ha hecho a través de su sitio web, así como también en a los periódicos, y mediante acciones legales ante los tribunales.
En diciembre de 2013, el sitio web The Automatic Earth informó:
«Björgólfsson todavía dirige Novator Partners, una firma de inversión con sede en Londres, forma parte de varios directorios y tiene acciones en compañías como Actavis, una farmacéutica suiza, y CCP, una compañía islandesa de juegos de computadora. Su representante dice que los dividendos de sus acciones, o las ganancias futuras de su venta, se destinarán a saldar las deudas con los acreedores tras la caída de Landsbanki».
En 2015, Thor Björgólfsson y su padre fueron mencionados en los Papeles de Panamá, por tener conexiones con al menos 50 compañías offshore en paraísos fiscales establecidos, a través de Mossack Fonseca.
En noviembre de 2017, Thor Björgólfsson fue nombrado en los Paradise Papers junto con Gísli Hjálmtýsson, Róbert Guðfinnsson y varios empleados de la Compañía Nacional de Energía de Islandia. Las empresas vinculadas a Björgólfsson estaban registradas en Bermudas, un paraíso fiscal.
Thor Björgólfsson fue uno de los principales inversores en las rondas de financiación de Atai Life Sciences AG de 2018. Atai Life es una firma de inversión en atención médica que respalda estudios de hongos alucinógenos para el tratamiento de la depresión. Según un informe de Bloomberg, la ronda en la que participó Thor Björgólfsson logró recaudar 25 millones de dólares.

### Apariciones en la cultura popular
Thor Björgólfsson es la inspiración para el personaje principal de la novela satírica de Bjarni Harðarson sobre la crisis financiera islandesa de 2008-11, Mannorð (en español: reputación).
Thor Björgólfsson y su bisabuelo Thor Jensen son el tema del documental de 2011 Thors saga de Ulla Boje Rasmussen.